# Albert-Edgar Yersin
Pour les articles homonymes, voir Yersin.
Albert-Edgar Yersin, né le 5 septembre 1905 à Montreux (Suisse) et mort le 3 septembre 1984 à Lausanne, est un graveur, peintre, dessinateur et illustrateur vaudois.

## Biographie

### Enfance à New York
Originaire de Rougemont et de Berne, il est le fils d'Emile Yersin, directeur de la Banque populaire suisse, et de Lina Mathilde Raetzer. Il a un frère, René, né le 24 juillet 1900. Son père meurt alors qu'il a deux mois et sa mère emmène ses fils en 1907 à Montclair, dans la banlieue de New York, où vivent ses grands-parents. Sa mère y rencontre Eugenio Läuchli, un ingénieur suisse, qu'elle épouse en 1913.

### Adolescence à Santiago et à New York
La famille déménage à Santiago du Chili, où Albert-Edgar Yersin passe son baccalauréat. Il se met à dessiner et fait la connaissance d'Ernest Courtois de Bonnencontre, un peintre aquarelliste français. Son beau-père meurt à son tour en 1924 et la famille retourne à New York en 1925. Albert-Edgar Yersin aimerait faire des études d'architecture et suit des cours du soir tandis qu'un ami de la famille l'engage comme apprenti dans son bureau d'architecture. Il ne terminera jamais ses études. Il s'essaie un temps au théâtre, puis s'inscrit pour un cours de graphisme de trois ans à l'Institut Pratt mais n'y restera que six mois.

### Séjour à Paris et à Londres et retour en Suisse
Après un séjour à Paris dès 1927, où il fréquente les académies libres telle l'Académie Colarossi et s'initie à la gravure, des soucis financiers l'obligent à son grand regret à rentrer en Suisse en 1933, à Berne, où il crée un atelier de publicité. Ne s'entendant pas avec son associé, il en claque la porte. N'ayant jamais arrêté de dessiner, il participe en 1934 à deux expositions et quelques uns de ses dessins paraissent dans les journaux Der Bund et Die Berner Woche. Une bourse lui permet de suivre un cours approfondi de gravure de sept mois au Royal College of Art de Londres où il apprend à maîtriser l'eau-forte, la manière noire et les techniques d'encrage et d'impression. De retour en Suisse, il fait la connaissance de Hans Gaudard, chef de la division des timbres-poste des PTT, qui l'engage comme graveur de timbres, ce qui lui amène un revenu constant. Il épouse le 24 mai 1939 Greti Aebi. Le couple s'installe à Pully, puis à Lutry en 1941 et aura trois fils : Claude (1940), Yves (1942) et Luc (1945),.
Yersin est cofondateur du groupe de graveurs romands Tailles et Morsures en 1942. Il s'adonne à un style de dessins et de gravures qu'il nomme psychic drawings, ainsi qu'à la sculpture. Il va régulièrement à Paris où il fait la connaissance du graveur Albert Flocon avec lequel, en 1948, il monte une exposition et édite Nature et Méthode, une plaquette contenant deux gravures et un texte. Il participe en 1949 à l'ouvrage édité par Albert Flocon À la gloire de la main avec, entre autres, des textes de Paul Éluard, Francis Ponge, Tristan Tzara et Paul Valéry et des gravures de Jean Fautrier, Raoul Ubac, Roger Vieillard, Albert Flocon et Jacques Villon. Cette œuvre collégiale est présentée à la galerie des Deux-Îles et à La Hune à Paris, ainsi qu'à la galerie de la Guilde du Livre à Lausanne.

### Divorce, insuccès et soucis financiers
La famille Yersin, qui s'était installée à Bougy-Villars, déménage à Mont-sur-Rolle. Vers 1949, Yersin rencontre la photographe lausannoise Henriette Grindat, dont il tombe amoureux. Les oeuvres de Yersin deviennent très colorées ; il sculpte et grave en intégrant de nombreux matériaux. Il est décrit comme adepte des « représentations de micro- et de macrocosmes organiques ». Il expose ses peintures et ses sculptures à plusieurs occasions à Lausanne et à Montreux,.
Greti Aebi et Albert-Edgar Yersin se séparent en 1954 et Yersin s'installe à Échandens. Dans les années 1950, les techniques de fabrication des timbres évoluent et les PTT lui commandent de moins en moins de gravures. Pour gagner sa vie, il se met à la gravure de cadrans de montres, ce qui lui plaît beaucoup moins. De plus, il se heurte aux critiques du public concernant ses œuvres et la gravure ne se vend pas. Ses impressions se résument presque exclusivement à des cartes de vœux et à de petits tirages qu'il offre à ses amis. S'ensuit une période de désillusion et de découragement. Il réalise à cette époque un billet de banque pour la Banque nationale suisse (à partir d’un dessin de Hans Erni). Ce billet de réserve ne sera jamais mis en circulation. Un autre, réalisé pour la Banque nationale des Pays-Bas, ne sera jamais terminé, le design n'ayant pas été accepté par ses concepteurs. La gravure de timbres reprend temporairement à partir de 1956 mais les commandes sont très irrégulières et il cessera définitivement cette activité en 1975.

### Enseignement à l'École des Beaux-Arts et publications

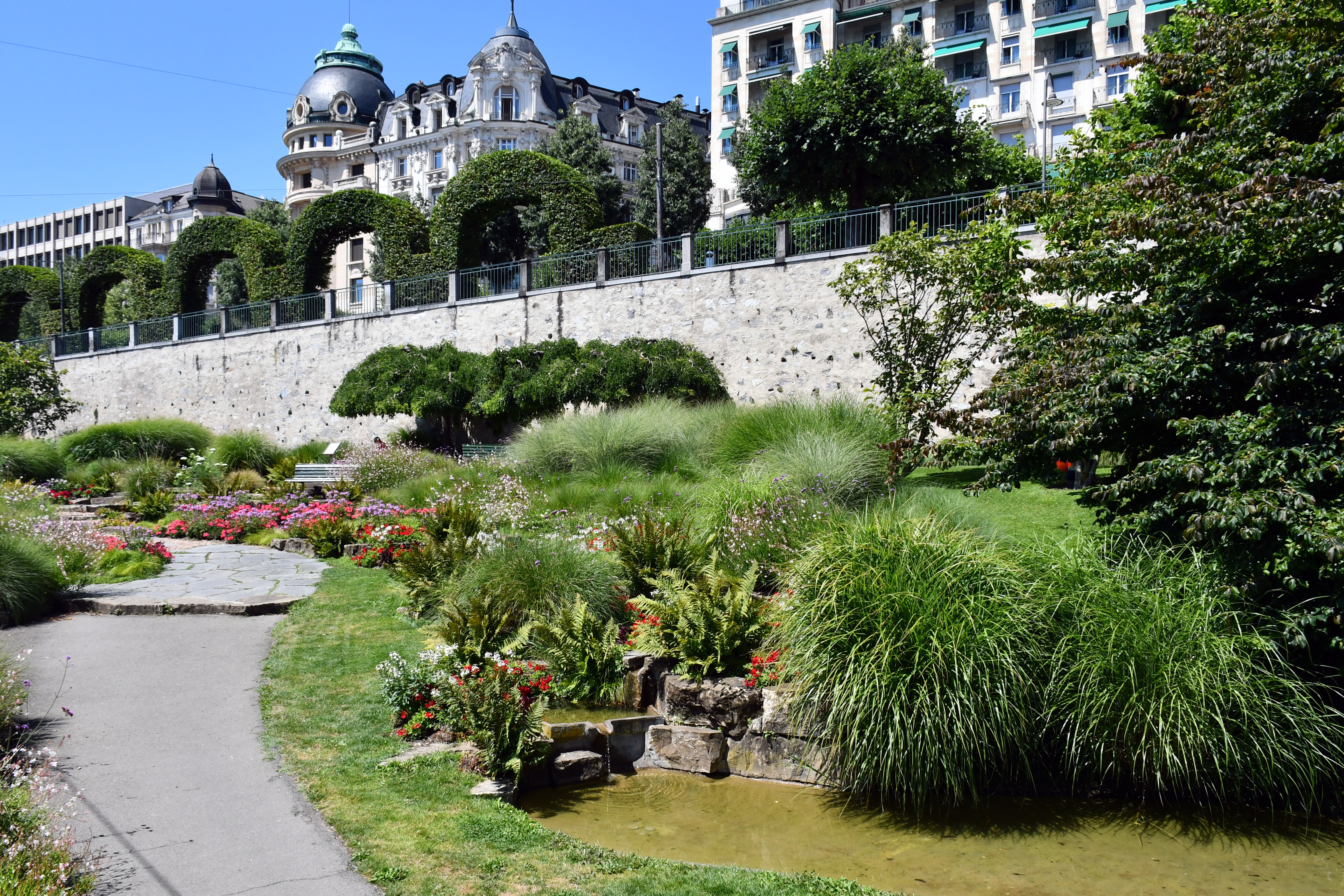
Le jardin inférieur de la promenade Derrière-Bourg, créé par Yersin en 1960.

Il cesse définitivement de peindre et de sculpter en 1960, mais dessine par contre de plus en plus. Il arrête la gravure de cadrans de montres pour enseigner la taille-douce à l'École des Beaux-Arts et d’Art appliqué de Lausanne entre 1958 et 1969. Il apprend en parallèle la lithographie. Il publie en 1960 Un Jardin, sur des textes de Léon Prébandier puis, en 1963, avec Francis Ponge et la photographe lausannoise Henriette Grindat À la rêveuse matière, une « plaquette-estampe » qui mélange écriture, dessin et photographie. À la rêveuse matière donne en outre lieu à une exposition et est considérée comme le premier succès public de Yersin. Il crée de plus en 1960 le jardin inférieur de la promenade Derrière-Bourg, à l'est de la place Saint-François de Lausanne, qui donne l'impression de se trouver dans un paysage en miniature et ressemble ainsi à l'agrandissement d'une de ses gravures. Yersin fonde en 1964 avec Pietro Sarto l'association de graveurs romands L'Épreuve, qui organise des expositions et subsiste jusqu'en 1971. En décembre 1963, il part pour Le Caire à la demande de l'Egyptian Postal Organisation pour y enseigner la gravure de timbres. La mauvaise organisation du cours et le matériel défectueux le pousseront à interrompre l'expérience en janvier 1964. En 1965 est éditée une version des Hymnes à la Nuit de Novalis illustrée de lithogravures de Yersin.

### Consécration tardive

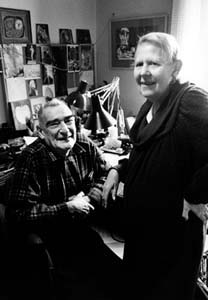
Albert-Edgar Yersin et Henriette Grindat en 1983.

En 1969, une exposition de gravures de Yersin à la galerie L'Entracte de Lausanne rencontre un succès inattendu : plus de 50 de ses œuvres sont vendues le jour du vernissage. L'apparition de la couleur dans ses estampes, par un procédé d’impression original, est en grande partie à l'origine de ce succès. Ce procédé, mis au point avec Pietro Sarto, utilise diverses qualités d'encre selon la structure ou la profondeur de la taille. Cette exposition marque le début d'une période d'activité intense suscitée par une importante demande. Yersin peut enfin vivre de son art. Les expositions se suivent. Il invite certains de ses anciens élèves à y participer, comme Dominique Delachaux à l'exposition Microcosme qui se tient à la galerie suisse de Paris en 1980, ou Ilse Lierhammer à la galerie Ursula Wiedenkeller de Zurich en 1978 et 1981. Plusieurs rétrospectives de ses œuvres sont organisées. Il continue en parallèle à éditer des gravures accompagnées de textes : Notes d'un témoin en 1973 et Mon pays en 1977. Il illustre Le domaine d'Arnheim d'Edgar Allan Poe en 1974 et Le Rhin de Victor Hugo en 1976.
Après vingt ans concubinage, il épouse Henriette Grindat le 26 janvier 1970. Le couple déménage à Saint-Sulpice en 1972, puis à Lausanne en 1977.
Plusieurs évènements sont organisés en 1983 à Lausanne autour de l'artiste, dont la sortie de son catalogue raisonné, une rétrospective de sa peinture à la galerie l'Entracte et une autre au Musée de l'Élysée. Un film sur l'artiste est présenté lors de son anniversaire au casino de Montbenon ; il sera également diffusé sur la Télévision suisse romande. Une émission de radio lui est consacrée. Dans le cadre de cette manifestation, la Cinémathèque suisse lui donne carte blanche pour établir son programme.

### Dernières années
Le dessin prend le dessus durant les dernières années de sa vie et ses œuvres se font plus figuratives, représentant notamment des paysages (forêts, montagnes, rivières, arbres). Il meurt d'un cancer le 3 septembre 1984.

## Association Albert-Edgar Yersin
L'Association Albert-Edgar Yersin, appartenant à ses fils, possède plus de 2 000 dessins, plus de 400 matrices (gravures et lithographies), des peintures et des sculptures. Trente gravures sont données en 2004 à la Bibliothèque nationale de France, 117 peintures et sculptures se trouvent au musée de Pully depuis 2010, 350 dessins et gravures se trouvent à la Fondation William Cuendet & Atelier de Saint-Prex depuis 2011 et, en 2012, 30 dessins sont vendus et 270 autres déposés au Musée cantonal des beaux-arts de Lausanne.

### Expositions
L'Association Albert-Edgar Yersin a mis sur pied, depuis 2002, une dizaine d'expositions, dont une à Tokyo en 2010. Le Musée cantonal des beaux-arts de Lausanne organise en 2020 une exposition de ses œuvres nommée « Yersin dessinateur. Quittez mines grises, le printemps est là ! »,.